# Tethina variseta
Tethina variseta är en tvåvingeart som först beskrevs av Axel Leonard Melander 1952.  Tethina variseta ingår i släktet Tethina och familjen Canacidae. Inga underarter finns listade i Catalogue of Life.